# تشات قشلاق بالا
تشات قشلاق بالا (بالإنجليزية: Chat Qeshlaq-e Bala)‏ هي منطقة سكنية تقع في قسم انغوت الشرقي الريفي في إيران. يقدر عدد سكانها بـ 97 نسمة .